# San José (La Guardia)

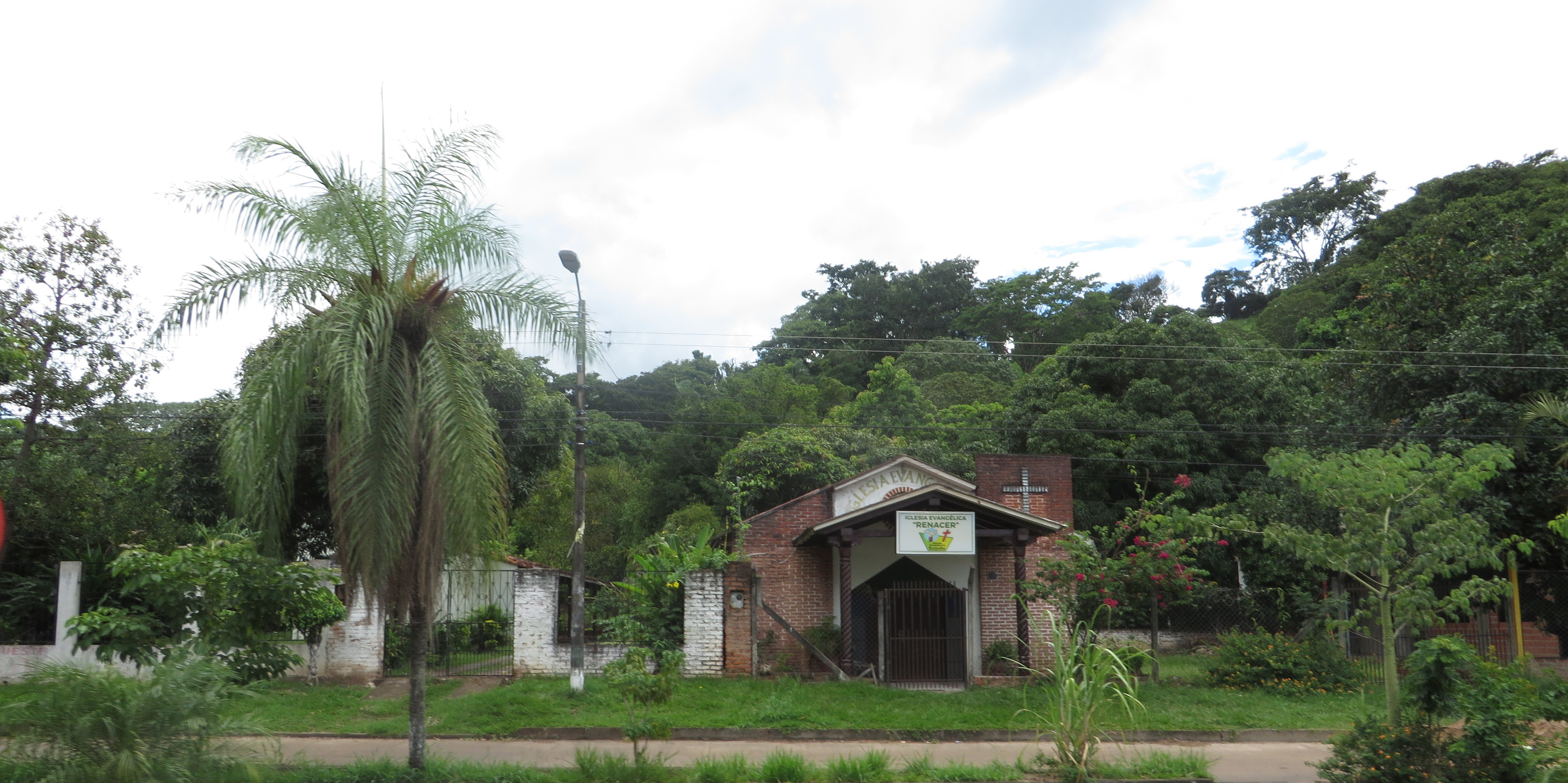
iglesia en San José

San José es una localidad boliviana perteneciente al municipio de La Guardia, ubicado en la provincia Andrés Ibáñez del Departamento de Santa Cruz. En cuanto a distancia, San José se encuentra a 16 km de la ciudad de Santa Cruz de la Sierra, la capital departamental, a 6 km de La Guardia. 
Según el último censo de 2012 realizado por el Instituto Nacional de Estadística de Bolivia (INE), la localidad cuenta con una población de 2.490 habitantes y está situada a 507  metros sobre el nivel del mar.

## Demografía
La población de la localidad ha aumentado aproximadamente a la mitad en las últimas dos décadas:
| Año  | Población | Fuente                  |
| ---- | --------- | ----------------------- |
| 1992 | 1.415     | Censo boliviano de 1992 |
| 2001 | 2.045     | Censo boliviano de 2001 |
| 2012 | 2.490     | Censo boliviano de 2012 |